# Fenêtres de Main Street USA au Magic Kingdom
Pour les articles homonymes, voir Fenêtres de Main Street USA.
Une tradition des parcs à thèmes Disney est de placer des hommages à des personnalités plus ou moins importances de l'entreprise au sein des attractions ou du décor. L'une des formes de ses hommages est la mise en place de textes sur les fenêtres du premier étage de Main Street, USA. Ses textes sont assez proches des publicités que l'on trouvaient au début du XXe siècle sur les fenêtres des édifices des centres-villes américains.

## Situation définie

### Town Square
Sur une fenêtre de la Car Barn (garage des calèches et véhicules de Main Street Vehicles), en l'honneur de d'Owen et Dolly Pope, un couple de dresseur de chevaux engagé dès 1951 pour s'occuper des animaux de Disneyland, crédit ici de fabricant de harnais
Texte : Owen Pope - Harness Maker

### Center Street
Une des fenêtres (à l'origine au-dessus de l'Emporium) située dans la section est de la Center Street est dédiée à Elias Disney, crédité du titre d'entrepreneur depuis 1895, il est le père de Walt et Roy E. Disney et se lança dans plusieurs entreprises commerciales.
Texte : Elias Disney - Contractor - Est. 1895

## Situation non définie

### Histoire du Walt Disney World
Une fenêtre rend hommage aux sociétés ayant acheté les terrains qui ont permis la naissance du complexe de Walt Disney World Resort et qui ont abouti à la Walt Disney World Company. Donn Tatum est aussi mentionné sur cette fenêtre comme président de la société immobilière. Tatum est surtout connu comme le premier PDG de Disney n'ayant pas porté le nom Disney.
Texte : M.T. Lott Co. - Real Estate Investments - "A Friend in Deeds is a Friend Indeed" - Donn Tatum President - Subsidiaries : Tomahawk Properties, Latin American Development, Ayefour Corporation, Bay Lake Properties, Reedy Creek Ranch Lands, Compass East Corporation
Une autre développe l'histoire en évoquant la société immobilière fictive Pseudonym en référence aux pseudonymes utilisés pour l'achat des terrains par Roy O. Disney (Roy Davis ici le président) et Robert "Bob" Price Foster (sous les noms Bob Price et Bob Foster, comme vice-président et agent). La société fictive étaient basée à Kansas City et Foster dont la mère résidait dans cette ville, s'imposait de s'y arrêter à chaque fois pour éviter les soupçons.
Texte : Pseudonym - Real Estate Development Company - Roy Davis President - Bob Price Vice-President - Bob Foster Traveling Representative - Offices in: City of Lake Buena Vista, City of Bay Lake, Kansas City
Encore une autre fenêtre sur le montage financier de la Walt Disney World Company mais cette fois-ci côté bancaire. Elle rend hommage à l'astuce trouvée par Nolan Browning, un avocat et conseiller financier présenté à Roy O. Disney. L'astuce nommée "Debentures" consistait à convertir en bonds aux trésors les actions d'une société à partir d'une certaine valeur afin d'éviter la pression obligeant à fusionner avec une autre société (en cas de participation croisée). Ce système a permis à Disney de lever les fonds nécessaires à l'achat et la construction du complexe.
Texte : Family Mortgage Trust - Municipal Stocks and Bonds - Loans and Debentures - Interest Low – Terms Favorable – No Dodges - Nolan Browning, Counselor
Une autre personnalité, le général William E. “Joe” Potter, est assimilé à un office de délivrance de permis de construire. Joe Potter est connu comme le premier employé du Walt Disney World Resort mais aussi comme un ancien gouverneur de la zone du canal de Panamá (1956-1960) puis vice-président chargé de la construction de la foire internationale de New York 1964-1965.
Texte : General Joe's Building Permits - Licensed in Florida - Gen. Joe Potter, Raconteur

### Les imagineers
- L'un des premiers hommage à un Imagineer est pour le chef décorateur des parcs de Disneyland et du Magic Kingdom, Emile Kuri sous la forme, assez logique, d'une agence de décoration d'intérieur nommée Home Sweet Home.
Texte : Home Sweet Home - Interior Decorators - Emile Kuri Proprietor
- À côté se trouve une société de "décoration" nommée The Back Lot, spécialisée dans les décors de films. Ses employés - Frank Millington, Chuck Fowler, Hank Dains et Marshall Smelser - sont des employés du département décoration des Walt Disney Studios ayant rejoint le département décoration de Walt Disney World après l'ouverture du parc Magic Kingdom.
Texte : The Back Lot - Props & Scenic Backdrops - Frank Millington, Chuck Fowler, Hank Dains, Marshall Smelser

Les compositeurs responsables de la musique des attractions sont regroupés dans une « école de musique » : 
Texte : Plaza School of Music - Sheet Music B. Baker - Band Uniforms B. Jackman - Music Rolls G. Bruns
- Buddy Baker est connu, entre autres, comme le cocompositeur de Grim Grinning Ghosts (Haunted Mansion) avec Xavier Atencio
- Bob Jackman fut le directeur du département musical des studios à partir de 1955
- George Bruns est connu comme le compositeur, entre autres, de La ballade de Davy Crockett et Yo-Ho (A Pirate's Life for Me) de Pirates of the Caribbean.

Joyce Carlson honorée en 1998 d'une fenêtre mentionnant Miss Joyce - Fabricante de poupées pour le Monde, en raison des costumes des poupées de It's a Small World.
Texte : Dolls - Miss Joyce - Dollmaker for the World - new York, California, Florida, Japan & Paris

### La famille Disney
Une fenêtre évoque la Lazy M Cattle Company of Wyoming, avec en dessous la liste des associés : Ron et Diane Miller et leurs partenaires. Ce sont en réalité la fille de Walt Disney et son époux, ce dernier après différents postes devint directeur général de Walt Disney Productions avant l'arrivée de Michael Eisner en 1984. Les partenaires sont leurs sept enfants tandis que le nom de la société est celui de leur ranch dans le Wyoming.
Une autre fenêtre mentionne l'entreprise nautique de Roy E. Disney spécialisée dans les courses, les voyages et donnant des leçons. Cette mention fait référence à sa passion du nautisme. La seconde partie de la fenêtre présente le premier matelot, sa femme puis l'équipage constitué de ses quatre enfants.
Texte : Roy E. Disney - - Specializing in the Gentlemanly Sport of Racing at Sea Aboard the Ketch Peregrina - Sailmaker – Sailing Lessons - Patty Disney, First Mate - Susan, Timothy, Roy Patrick, Abigail
Une autre fenêtre évoque la galerie d'art et antiquaire de William et Sharon Lund dont les œuvres sont sélectionnées par trois assistants. Ici, c'est la seconde fille de Walt Disney avec son second mari et les trois enfants de Sharon.
Texte : William and Sharon Lund Gallery - Exhibiting Only Authentic Works of Art - Genuine Antiques - Selected by Victoria, Bradford & Michelle

## Source
- Windows on Main Street Part 1, Part 2, Part 3